# جان چنسلر
جان چنسلر (انگلیسی: Jhon Chancellor؛ زادهٔ ۲ ژانویهٔ ۱۹۹۲) بازیکن فوتبال اهل ونزوئلا است.
از باشگاه‌هایی که در آن بازی کرده‌است می‌توان به باشگاه فوتبال آنژی مخاچ‌قلعه اشاره کرد.
وی همچنین در تیم‌های ملی فوتبال زیر ۲۰ سال ونزوئلا و ونزوئلا بازی کرده‌است.